# Понтическое море
Понтическое море — древнее пресноводное море-озеро, существовавшее на месте Чёрного и Каспийского морей 8—4 млн лет назад (миоцен−плиоцен). Реликт океана Паратетис, образованный в результате замыкания Сарматского моря.
Понтическое море содержало пресноводную фауну и прежде всего такие формы, как брюхоногие моллюски прудовики (Limnaea), лужанки (Paludlna) и меланопсиды (Melanopsidae).
В понтическое время поднялась Ставропольская возвышенность, произошло осушение Терского пролива Понтического моря на Северном Кавказе, опускание южных частей Каспийской и Черноморской областей. Из-под уровня моря вышли юг Украины, степной Крым и Северный Кавказ, Крымский полуостров (за исключением Керченского полуострова).
В конце своего существования Понтическое море распалось на среднеплиоценовый пресноводный Киммерийский бассейн (затем Куяльницкое море, затем Чаудинское озёро-море).